# Ragni della Grignetta
Il gruppo dei Ragni della Grignetta, conosciuto anche come Ragni di Lecco (spesso indicati semplicemente come "I Ragni"), è un'associazione alpinistica afferente alla sezione di Lecco del Club Alpino Italiano. I suoi membri sono riconoscibili per il caratteristico maglione rosso che riporta sul braccio sinistro il simbolo del ragno a sette zampe.

## Storia
Il gruppo viene fondato nel 1946 da Giulio e Nino Bartesaghi, Franco Spreafico, Emilio Ratti e Gigino Amati, ai quali si aggiunge poco dopo Gigi Vitali, soprannominato da Tita Piaz "Il Ragno" per via della sua particolare eleganza nell'arrampicare.
Ad animare il gruppo è la volontà di raggiungere e superare i traguardi conseguiti dai cosiddetti "vecchi", cioè le figure più importanti dell'alpinismo lecchese dell'epoca, fra cui Riccardo Cassin e Mario "Boga" Dell'Oro. Gli stessi "vecchi" in seguito entreranno a far parte del gruppo.
Dopo un certo numero di vie nuove e ripetizioni in Grignetta, i ragni Carlo Mauri e Luigi Castagna salgono nel 1949 la via Cassin alla parete nord-est di Pizzo Badile, realizzando la prima ripetizione italiana nonché la terza salita assoluta. Altra ripetizione importante compiuta dai ragni è quella della via Bonatti al Petit Dru nel 1955.

Carlo Mauri sulla vetta del Gasherbrum IV.

I ragni cominciano poi a dedicarsi alle spedizioni internazionali. Mauri nel 1956 guida una spedizione in Terra del Fuoco e nel 1958 viene invitato a partecipare alla spedizione del CAI guidata da Cassin al Gasherbrum IV, del quale raggiunge la vetta insieme a Walter Bonatti.
Nel 1961 Cassin organizza una spedizione con i giovani Luigino Airoldi, Gigi Alippi, Jack Canali, Romano Perego e Annibale Zucchi, e con i capocordata Alippi, Perego e Zucchi tutto il gruppo sale l'inviolata parete sud del Monte McKinley. L'impresa ha una notevole eco mediatica, tanto che i membri della spedizione ricevono un telegramma di congratulazioni dal presidente Kennedy.
Sulle Alpi nel frattempo si registra la prima salita italiana della parete nord dell'Eiger. Della cordata vincente fanno parte i ragni Pierlorenzo Acquistapace e Romano Perego, dopo il tragico tentativo fallito del 1957 di altri due membri del gruppo, Claudio Corti e Stefano Longhi. Nel 1965 Romano Perego, in compagnia di Andrea Mellano, apre due vie nuove in stile alpino (ovvero, senza uso di corde fisse per salire e scendere dalla parete, ma un'unica salita dalla base della parete a fine via) in Afghanistan, a 7000 metri, senza nessun appoggio.
È invece nel 1968 che una spedizione capitanata da Casimiro Ferrari e di cui facevano parte anche Aldino Anghileri e Angelo Zoia (Angelin de Meda), apre la cosiddetta via dei Ragni (o via Lecco) al Grand Capucin,  nel massiccio del Monte Bianco.

## Gli anni '70
Prosegue anche l'impegno extraeuropeo. Nel 1970 Mauri guida una spedizione dei Ragni di Lecco che tenta di salire il Cerro Torre, riprendendo il tentativo a cui lui stesso aveva partecipato insieme a Walter Bonatti nel 1958. La spedizione fallisce ma tre anni dopo, nel 1974 un'altra spedizione dei ragni, guidata stavolta da Casimiro Ferrari, riesce finalmente a salire per la parete ovest. Si tratta della prima salita per questa parete, ed è ritenuta oramai da tutta la comunità alpinistica internazionale la prima salita in assoluto per questa montagna. In cima arrivano Casimiro Ferrari e Mario Conti, seguiti da Pino Negri e Daniele Chiappa, e il successo della salita ha risalto in tutto il mondo. Tra i componenti figuravano anche i Ragni Gigi Alippi, storica figura dell'alpinismo lecchese e vincitore sul Mckinley insieme a Cassin, e Angelo Zoia (Angelin de Meda), che per il suo stile nella salita in particolare su roccia era da molti considerato tra gli alpinisti più eleganti della sua generazione.
Anche negli anni successivi il legame dei Ragni con le montagne del Sudamerica si rivela molto forte. Nel 1975 una spedizione composta da Casimiro Ferrari, Danilo Borgonovo, Pino Negri, Sandro Liati, Angelo Zoia e Pinuccio Castelnuovo apre una nuova via all'Alpamayo, nella Cordillera Blanca, l'anno successivo Ferrari e Vittorio Meles salgono per la prima volta il pilastro est del Fitz Roy, nel 1984 Carlo Aldé e Paolo Vitali salgono il poderoso e isolato Cerro Murallon per il pilastro nord-est.
Merita una menzione la scissione che 15 soci (perlopiù giovani) attuano nel 1976 a seguito della decisione (ancor oggi controversa) dei dirigenti del CAI Lecco e dei Ragni di sciogliere la sottesezione del CAI Belledo (a cui gran parte di tali soci apparteneva), poiché, a detta di questi, sono stati accumulati troppi debiti in seguito ad una spedizione nella regione del Baltoro intrapresa l'anno prima, durante la quale furono aperte due nuove vie e venne raggiunta una vetta inviolata. Due anni dopo, gli scissionisti fondano il Gruppo Gamma, altro gruppo alpinistico con sede a Lecco.

Una prima riappacificazione si ha tuttavia nel 1985, quando Casimiro Ferrari conduce un gruppo alla ripetizione della via franco canadese all'Ama Dablam (6.856 m). Per la prima volta dalla scissione, Ragni (Carlo Aldé, Mario Panzeri (Alpinista), Giuliano Maresi e Bruno Lombardini) e Gamma (Danilo Valsecchi) arrampicano insieme impegnandosi su una montagna remota e di difficile accesso.

## Gli anni '80 ed il nuovo stile

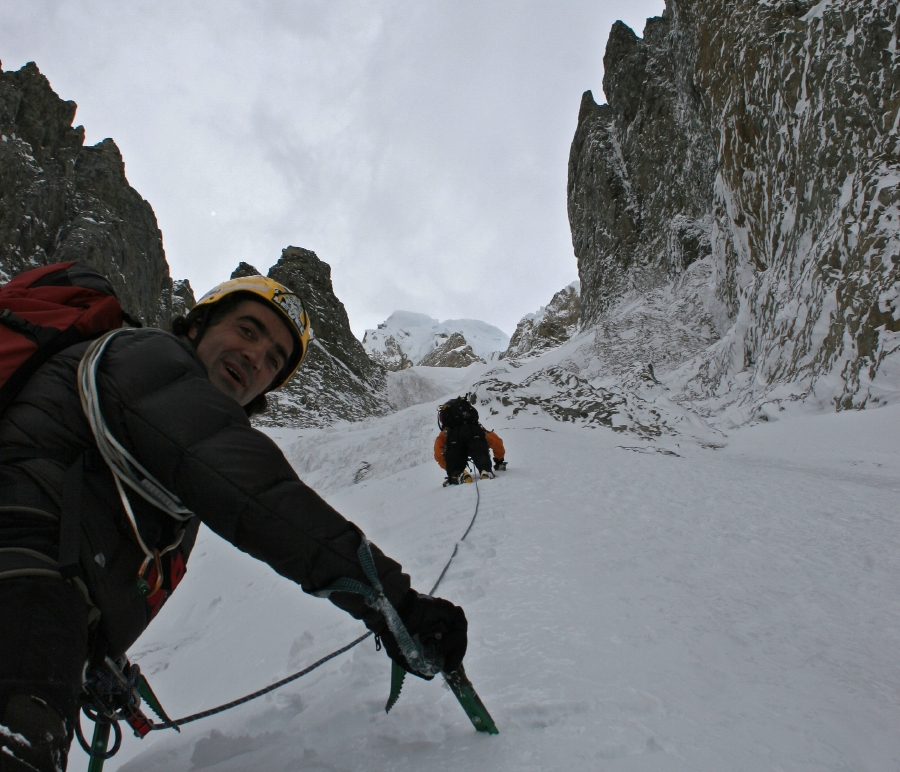
Giovanni Ongaro sul San Lorenzo

Nel 1986 venne festeggiato il 40º anniversario del Gruppo con due spedizioni patagoniche ed una in Terra del Fuoco: l'Aguja Poincenot (Daniele Bosisio, Paolo Vitali, Mario Panzeri, Marco Della Santa), la Torre Centrale del Paine (Marco Ballerini, Carlo Besana, Dario Spreafico, Renato Da Pozzo, Norberto Riva) e la cima Ovest del Sarmiento (Tore Panzeri, Lorenzo Mazzoleni, Pinuccio Castelnuovo, Bruno Pennati, Gigi Alippi).
Nel 1988 Paolo Vitali guida una piccola spedizione (Sonja Brambati, Adriano Carnati, Daniele Bosisio, Gianbattista Gianola) nell'isolata Sosbun Valley (Pakistan), tracciando una via di 1.400 metri con difficoltà fino al VI+. Questa spedizione introduce anche nell'ambiente lecchese un modo di andare in montagna più leggero e veloce.
Nello stesso anno, Casimiro Ferrari, nel corso della prima traversata invernale dello Hielo Patagonico Sur, raggiunge l'inviolato Cerro Riso Patron, una vetta da molti tentata senza risultato. Negli anni successivi, sempre in Patagonia, salirà vie nuove sul San Valentin, sull'Aguja Bifida, sul Cerro Grande, sull'Aguja Mermoz e tenterà a più riprese la parete nord-ovest del Cerro Piergiorgio, via portata a termine nel 2008 da Cristian Brenna ed Hervé Barmasse, con il contributo fondamentale di Giovanni Ongaro, capocordata fino a 200m dalla cima, quando viene colpito da una scarica e deve abbandonare ferito.

## Gli anni '90: arrampicata libera in quota
Nel 1992, sulla Torre Nord del Paine, Carlo Besana, Norberto Riva, Umberto Villotta, Maurizio Garota e Manuele Panzeri superano in libera difficoltà di VII grado, 6b secondo la scala francese ormai in voga, consolidano le tecniche proprie dell'arrampicata sportiva, una disciplina che a Lecco prende piede per merito soprattutto di Marco Ballerini.
In Himalaya, dopo il tentativo del 1991 alla parete ovest del Makalu e la salita di Pino Negri al Shisha Pangma, emerge la figura di Lorenzo Mazzoleni, che nel 1992 raggiunge l'Everest e nel 1988 è già stato in cima al Cho Oyu. Con lui, Salvatore e Mario Panzeri. Lorenzo Mazzoleni perirà durante la discesa dalla vetta del K2 nel 1996, durante la spedizione allestita per festeggiare il cinquantesimo del gruppo. Un gruppo di otto alpinisti che non condivide la filosofia di spedizione del gruppo, proponendo invece salite leggere e di grande livello tecnico, ne esce polemicamente nello stesso anno: sono Paolo Vitali, Sonja Brambati, Marco Ballerini, Dario Spreafico, Floriano Castelnuovo, Umberto Villotta, Norberto Riva, Maurizio Garota, e la loro uscita riduce sensibilmente il livello tecnico del gruppo, con conseguenze che dureranno anni.

## Gli anni 2000: le due anime del Gruppo

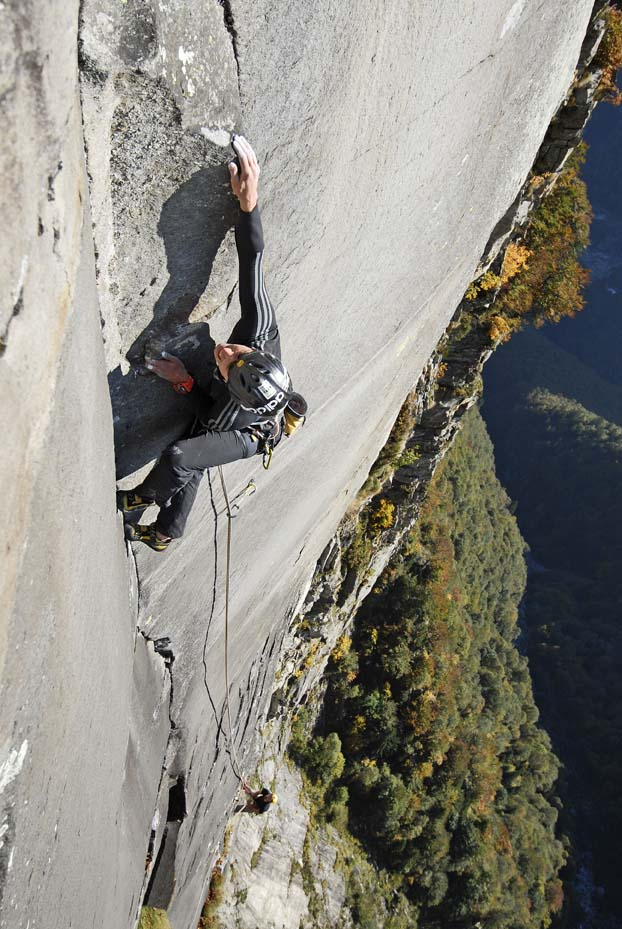
Matteo Della Bordella su Non è un paese per vecchi

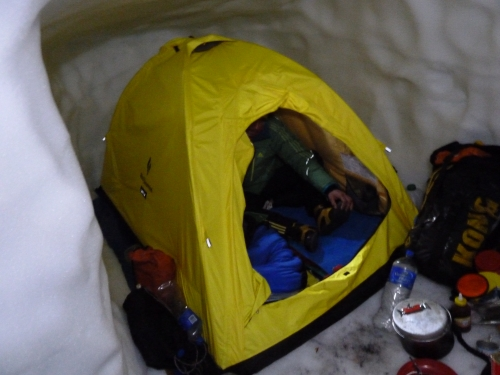
Bivacco in una grotta scavata nel ghiaccio alla base della parete ovest della Torre Egger

A partire all'incirca dal 2002, si cominciano ad osservare nel gruppo, arrivato a contare oltre un centinaio di componenti, due aree distinte, quella dei rocciatori puri e quella degli alpinisti d'alta quota. L'interesse per la roccia pura e le alte difficoltà porta a diverse realizzazioni: dal Karakorum pakistano (2001), con una via nuova sul monolite dell'Ogre Thumb, alla spedizione del 2002 alla Garet El Djenon, in Algeria, con una via con difficoltà di 8a. Nel 2003 viene organizzata una spedizione al Piergiorgio, con i giovani e promettentissimi Daniele Bernasconi, Adriano Selva, Matteo Piccardi, Alberto Marazzi, Marco Vago, Serafino Ripamonti e Simone Pedeferri, ma quell'anno la meteo della Patagonia è flagellata dal Nino, e nessuno, neppure i ragni, riesce ad effettuare alcuna salita. Nel 2004 Simone Pedeferri libera, in tre giorni diversi, il concatenamento Joy Division sul Qualido, in Val di Mello, e l'anno dopo con Giovanni Ongaro e altri compagni in Cile ripete numerose vie e apre i settecento metri di Nunca Mas Mariscos.
Nel 2005 nel massiccio svizzero del Wendenstöcke, i Ragni Matteo Della Bordella e Fabio Palma aprono la prima via italiana della zona chiamata Portami Via, mentre Adriano Selva e Andrea Spandri aprono Prigionieri dei Sogni sul Pizzo D'Eghen, nella Grigna settentrionale. Queste due linee combinano alte difficoltà e rischio in una concezione etica molto severa. Introducendo (2006) il manifesto di "Liberi in Libera", si afferma la volontà di aprire vie in arrampicata libera sulle grandi pareti del mondo. I frutti più notevoli di questa filosofia sono Qui io vado ancora di Fabio Palma, Andrea Pavan e Simone Pedeferri, 540 metri in Perù ad oltre quattromila metri di quota, nell'isolata valle di Rurec. Nello stesso anno, Hervé Barmasse, Matteo Bernasconi, Lorenzo Lanfranchi e Giovanni Ongaro salgono l'inviolato pilastro nord-ovest del San Lorenzo.
Nel 2007 Daniele Bernasconi con Karl Unterkircher, apre quasi del tutto in stile alpino e senza ossigeno una nuova grande via sul Gasherbrum II (8.035 m).
Nel 2008 Matteo Della Bordella realizza la salita in libera, in due giorni in stile RP, della via Coelophysis in Wendenstöcke, 640 m fino all'8a+, aperta a partire dal 2006 con Fabio Palma.
Ad inizio 2008 la spedizione al Cerro Piergiorgio guidata da Mario Conti riesce finalmente a concludere la via La Ruta del Hermano. Una linea tentata da più generazioni di Ragni e che vede grandi difficoltà in artificiale risolte da Giovanni Ongaro, che a 200 metri dalla cima viene colpito da una scarica di pietre e ghiaccio infortunandosi seriamente alla mano. Ongaro è soccorso dai compagni Christian Brenna ed Hervé Barmasse, e alla base da Mario Conti, e con grande tenacia Brenna e Barmasse decidono di ritornare sulla via riuscendo a salire di notte il camino finale.
Nel 2009 Matteo Della Bordella e Simone Pedeferri aprono tre vie nuove in Groenlandia fino al 7b+ a vista, e non mancano ripetizioni su tutte le Alpi e rilevanti aperture europee come Infinite Jest, 600 m fino all'8a+/b (2009-2011) in Wendenstöcke (Matteo Della Bordella e Fabio Palma), fino a Non è un paese per vecchi (Matteo Della Bordella e lo svizzero Luca Auguadri) in Ticino.

## Il grande rilancio
Dopo un primo tentativo nel 2010-2011, Matteo Bernasconi e Matteo Della Bordella salgono l'anno seguente la via Die Another Day sull'inviolata parete ovest della Torre Egger. Arriveranno a 20 metri dalla vetta, dopo averne percorsi 960 divisi in 20 lunghezze. La salita si interrompe per un volo di Della Bordella che strappa tutta la sosta tranne un microfriend sul quale, miracolosamente, rimangono appesi i due alpinisti.
Nell'ottobre del 2012, Matteo Della Bordella ripete in arrampicata libera FreeRider in Yosemite, California.
Il 3 marzo 2013 Matteo Della Bordella e Luca Schiera concludono le doppie dalla Torre Egger, parete Ovest, dopo aver concluso la via tentata nei due anni precedenti da Della Bordella e Matteo Bernasconi e aver raggiunto la cima. È la prima salita della difficilissima e pericolosa parete, un'impresa all'altezza delle più grandi imprese internazionali del gruppo. È il rilancio in grande stile del gruppo a livello internazionale, con articoli e interviste su tutte le riviste e siti del mondo.

Nello stesso periodo Simone Pedeferri apre con amici una nuova via nella valle di Cochamò, Cile Perdidos en el Mundo, quasi 800 metri fino al 7b+, in stile alpino e a vista.
A luglio 2013, soltanto 4 mesi dopo di ritorno dalla spedizione della Torre Egger, Matteo Della Bordella e Luca Schiera partono in una spedizione di cinque alpinisti per aprire una nuova via sulla Uli Biaho, Pakistan. I due riescono nell'impresa in perfetto stile alpino, arrampicata libera a vista e in quota (stile adottato da pochissimi al mondo), in due giorni, insieme allo svizzero Silvan Schüpbach.. Nei giorni successivi Luca Schiera riuscirà a salire insieme a Schüpbach. la via degli sloveni alla Nameless Tower e la normale alla Grande Torre di Trango, a chiudere il tris delle gradi torri di Trango mai riuscito prima di allora ad alcun alpinista. Matteo Della Bordella compirà invece la salita slegato di una via di V/A1 alla Grande Torre di Trango, rinunciando alla vetta sulla cresta finale.
Nel febbraio 2014 in Patagonia il trio composto da Matteo Della Bordella, Luca Schiera e Silvan Schüpbach. sale un concatenamento tra il Filo del Hombre Sentado e la via Californiana al Fitz Roy, ne risulta una via lunga 1800 m di roccia e misto.
Pochi giorni dopo sempre gli stessi salgono in giornata e a vista Can Accompany Only, un'importante variante alla classica Chiaro di Luna, sull'Aguja Saint-Exupèry.
Nel giugno 2014 Luca Schiera e Silvan Schüpbach. aprono una via in stile tradizionale in un settore ancora inesplorato del Wendenstöcke, mentre Matteo Della Bordella riesce nella salita in libera della via Lecco sul Grand Capucin, 300 m fino all'8a+.
A luglio 2014 Matteo De Zaiacomo e Luca Schiera aprono a vista una via di 700 m nell'Aksu valley in Kirghizistan, con difficoltà fino al 7b, in 22 ore di stile alpino e free climbing, salita che viene giustamente esaltata dalla stampa mondiale per lo stile abbinato all'alta difficoltà. Schiera sale poi una via nuova in solitaria nella stessa valle, e il duo compie anche la prima ripetizione in libera di una via russa. Una spedizione, questa, che entra di diritto fra le più importanti della storia del gruppo.
Durante l'estate Simone Pedeferri sale in libera La Divina Commedia, una linea di arrampicata sportiva all'interno della grotta del Buco del Piombo, sei tiri fino all'8b+.
Ad agosto Matteo Della Bordella insieme agli svizzeri Silvan Schüpbach. e Christian Lederberger aprono a vista e in stile capsula una nuova via sullo Shark's Tooth in Groenlandia, dopo un lungo avvicinamento tra i fiordi in kayak (210 km) e 25 km a piedi. La via, di 900 metri e fino al 7b+, è una delle più grandi realizzazioni alpinistiche di tutti i tempi in questo stile (stile alpino, arrampicata libera a vista), ma anche un'avventura senza precedenti.
Durante l'estate 2015 Simone Pedeferri libera tutti i tiri di Adventure Time sulla Meridiana del Torrone in Val Masino, si tratta di una delle big wall più difficili d'Europa con difficoltà fino al 8b/c. Mentre Matteo De Zaiacomo, Paolo Marazzi e Luca Schiera salgono sulla parete del Qualido King of the Bongo, una via con sole protezioni mobili con difficoltà fino al 7c+
In India, intanto, Matteo Della Bordella, Matteo De Zaiacomo e Luca Schiera sfiorano l'ennesima impresa storica: salgono in libera, a vista e in stile alpino, senza spit e corde fisse, fino al 7c, l'incredibile e inviolata, difficile ed ambita parete Ovest del Bhagirathi IV (6193m, Garhwal, Himalaya indiano) . Si devono arrestare, affranti, a soli 100 metri dalla cima, per dello scisto non scalabile.
A Febbraio 2016 David Bacci e Matteo Della Bordella completano la ripetizione della via dei Ragni (Casimiro Ferrari, Vittorio Meles 1976) sul pilastro est del Fitz Roy, dopo precedenti tentativi con Luca Schiera e Silvan Schüpbach., in cui la parete fu ripulita dal materiale lasciato dai primi tentativi.
Nell'estate 2016 Matteo Della Bordella, Matteo De Zaiacomo, Luca Schiera insieme ai fortissimi belgi Nicolas Favresse e Sean Villanueva, si recano nel Sam Ford fjord, Baffin, a piedi sul mare ghiacciato, percorrendo oltre 250 km con le slitte in totale isolamento. Salgono in totale 8 vie nuove, tute in stile alpino, in arrampicata libera e con difficoltà in libera che sforano l'8a e rientrano all'abitato di Clyde River a piedi e su dei canotti gonfiabili. L'avventura totale che vivono per circa 60 giorni, senza nessun appoggio, e la riuscita alpinistica, rappresenta un'ulteriore pietra miliare della storia del gruppo.
Sulle Alpi Paolo Spreafico conclude in libera, con una lunghezza di 8a, la via La lunga attesa, che aveva aperto due anni prima con Fabio Palma, nel Wendenstocke. 
Durante l'estate australe 2017 vengono raggiunti due importanti obiettivi su montagne remote in Patagonia. La prima spedizione formata da David Bacci, Matteo Bernasconi e Matteo Della Bordella passa un mese sullo Hielo Continental ai piedi del cerro Murallon prima di salire in due giorni e in stile alpino la parete est, fino a quel momento ancora inviolata. La seconda con Paolo Marazzi e Luca Schiera che attraversano a cavallo e a piedi la valle di Rio Turbio, salgono l'inviolata parete del cerro Mariposa e discendono il torrente dopo un mese passato in isolamento totale. Entrambe le spedizioni sono caratterizzate dalla tenacia degli alpinisti che sopportano attese di settimane e riescono proprio nelle ultimissime ore disponibili. Il ritorno a Lecco è trionfale e nel Giugno 2017 la città si riversa in Piazza Garibaldi a festeggiare gli alpinisti.
Ad agosto il trio composto da Dimitri Anghileri, Matteo De Zaiacomo e Marco Maggioni aprono e liberano fino al 8a+ una via moderna sulla parete del Tsaranoro Atsimo, in Madagascar.
Nel Giugno 2017 lo scatenato David Bacci è con Luca Moroni in Alaska, e riesce nella prima ripetizione italiana della famosa "Diretta degli slovacchi" al Monte Denali, in 4 giorni. Una delle vie di misto più difficili al mondo per la combinazione di elevate difficoltà tecniche, quota e temperature sempre al di sotto dei -30 °C.
Nell'estate australe del 2018 Matteo Della Bordella e Silvan Schuepbach salgono l'inviolato Cerro Riso Patron Sud, dopo un avvicinamento in kayak fra i fiordi di una remota zona della Patagonia.
Sempre in Patagonia nel 2019 Paolo Marazzi e Luca Schiera riescono nella prima salita di una montagna senza nome situata in una zona inesplorata del Campo de Hielo Norte.
Nel frattempo continuano i risultati di rilievo dei più giovani arrampicatori sportivi del Gruppo, Stefano Carnati sale vari tiri fino al 9a+  (inclusa la storica Biographie a Ceuse e prima ancora Action Directe, primo 9a della storia), Simone Tentori sale numerosi blocchi di 8b\8b+ e oltre fra i quali spiccano Big Paw 8b+/c, Heritage 8b in val Bavona e molti altri ancora nel 2020 e 2021.

## Filmografia
- Torre del vento - Regia di Mimmo Lanzetta - Produzione Ragni di Lecco - 1974 - 41'[24]
- Fitz Roy parete Est - Regia di Casimiro Ferrari - Produzione Ragni di Lecco - 1976
- Una Storia di Uomini e di Montagne - Testo di Fabio Palma, montaggio di Andrea Frigerio - Produzione Ragni di Lecco - 2006 - 35'[25]
- Le grandi prime dei Ragni di Lecco: Infinite Jest e The Egger Project - Regia di Matteo Modugno e Pietro Porro - Produzione Ragni di Lecco - 2013 (distribuzione Cinehollywood)
- Uli Biaho - Regia Arianna Colliard e Yuri Palma - Produzione Ragni di Lecco - 2014 (distribuzione Cinehollywood)
- The Great Shark Hunt - Regia di Filippo Salvioni - Produzione Ragni di Lecco - 2015